# Муждека
Муждека је српско презиме, вероватно настало на подручју Косова и Метохије.
Муждеке су се раније презивале неким стандардним српским презименом, али пошто нису примили ислам, него су остали верни православљу, Турци су им дали презиме за изругивање.
За време сеобе под вођством Арсенија Чарнојевића, напустили су Косово и Метохију и населили подручје западне Босне, место Шипово и околину Глине у данашњој Хрватској.